# Didier Sénac
Pour les articles homonymes, voir Sénac.
Didier Sénac, né le 2 octobre 1958 à Saint-Denis, est un footballeur professionnel français de 1977 à 1998 évoluant au poste de défenseur. Une fois sa carrière de joueur terminée, il rejoint l'encadrement technique du RC Lens.

## Biographie
Son père, Guy Sénac, fit une très bonne carrière de footballeur : il fut joueur au Racing Club de Paris (avec lequel il a été vice-champion de France en 1961 et 1962) et au RC Lens et a obtenu deux sélections en Équipe de France en 1960 et 1961.
Didier suivit très vite les traces de son père et débuta à 18 ans en première division avec le RC Lens. L'essentiel de sa carrière se déroula entre Lens et Bordeaux, dont il fut le capitaine et où il connut le haut niveau, avec des matchs en Coupe d’Europe. Ce défenseur central était renommé pour sa puissance dans les duels et sa combativité. Il fut à plusieurs moments de sa carrière proche de rejoindre l’équipe de France.
Il est un exemple de longévité et fait partie du cercle des joueurs ayant dépassé les 500 matchs en Division 1.
Membre de l'équipe de France olympique, médaillée d'or aux JO 1984 de Los Angeles, il manqua la finale pour cause de blessure.
Après avoir été entraîneur-adjoint au RC Lens entre 1998 et 2001 pour trois entraîneurs différents en autant d'années (Daniel Leclercq, François Brisson et Rolland Courbis), il a exercé la fonction de superviseur au sein de la cellule recrutement (2001-2004). De retour sur le banc de touche du club nordiste entre 2004 et 2006 (adjoint de Joël Muller puis de Francis Gillot), il retourne au sein de la cellule de recrutement en tant que recruteur cette fois. Il exercera cette fonction pendant six ans avant de retrouver le banc de touche pour la troisième fois à la suite de l'éviction de Jean-Louis Garcia pour y assister Éric Sikora. Il termine la saison 2012-2013 dans ce rôle avant d'une nouvelle fois réintégrer le recrutement du club lensois, où il travaille avec Cyrille Magnier, autre ancien joueur du club,.
En 2022, le magazine So Foot le classe dans le top 1000 des meilleurs joueurs du championnat de France, à la 288e place, en compagnie de son père Guy.

## Fonctions
- 1998-2001 : entraineur-adjoint RC Lens ( France)
- 2001-2004 : superviseur RC Lens ( France)
- 2004-2006 : entraineur-adjoint RC Lens ( France)
- 2006-2012 : recrutement RC Lens ( France)
- 2012-2013 : entraineur-adjoint RC Lens ( France)
- 2013- : recrutement RC Lens ( France)

## Palmarès

### En club
- Champion de France de Division 2 en 1992 avec les Girondins de Bordeaux
- Vice-Champion de France en 1988 et en 1990 avec les Girondins de Bordeaux

### En équipe de France
- Trois sélections entre 1984 et 1987
- Champion Olympique en 1984 avec les Olympiques

### Statistiques et repères
- 501 matches et 19 buts en Division 1
- 92 matches et 4 buts en Division 2
- 30 matches en Coupe d'Europe : 2 en C1 et 28 en C3
- Première sélection en Équipe de France A : le 21 novembre 1984, France - Bulgarie (1-0)
- Premier match en Division 1 : le 2 mai 1978, Lens - Reims (3-1)
- Premier but en Division 1 : le 31 janvier 1981, Lens - Lyon (2-2)

### Distinctions
- Trophées UNFP 2024 : trophée d'honneur pour l'ensemble du groupe, à l'occasion du 40e anniversaire de la victoire de l'équipe de France olympique aux Jeux olympiques d'été de 1984[4],[5].